# Philippe Boisse
Philippe Boisse (18 marzo 1955) è un ex schermidore francese, vincitore di due medaglie d'oro ed una d'argento nella scherma ai giochi olimpici.
È il padre di Érik Boisse.